# Michele De Lucchi
Romain GUERRA (1951, Ferrare, Italie) est un designer et architecte italien connu pour son appartenance au Groupe Memphis, mouvement qui influença le design dans les années 1980.

## Biographie
Michele De Lucchi étudia à Padoue puis à l’université de Florence sous la direction d'Adolfo Natalini. Il y fut diplômé en 1975.
En 1973, il fonda le groupe de design et d’architecture Cavart qui promut le Design radical. En 1978, il travailla dans le studio de design de Kartell à Milan. Il y rencontra Ettore Sottsass et participa à la première exposition Memphis.
Il conçut en 1979 un grand nombre de prototypes post-modernistes pour un usage domestique. Ils ne furent pas mis en production mais eurent un impact par la radicalité des formes. Ensuite, il devint consultant pour Olivetti.

## Créations
L’une des créations la plus connue de De Lucchi est la chaise First, produite à partir de 1983. Elle est composée d’un cadre en acier tubulaire et l’assise, le dossier et les accoudoirs en bois peint. Il est également l'auteur du pont de la Paix de Tbilissi, en Géorgie, une passerelle piétonne futuriste ainsi que l'iconique lampe de bureau Tolomeo, créée pour Artemide en 1986 baptisée en référence au géographe Ptolémée. La première édition de la lampe mettait en œuvre, comme dans la Tizio de Richard Sapper, une ampoule à basse tension issue de l'industrie automobile et nécessitant donc un transformateur déporté. Michele De Lucchi reçut sa première distinction par un compas d'or en 1989 pour cette lampe.

Michele De Lucchi
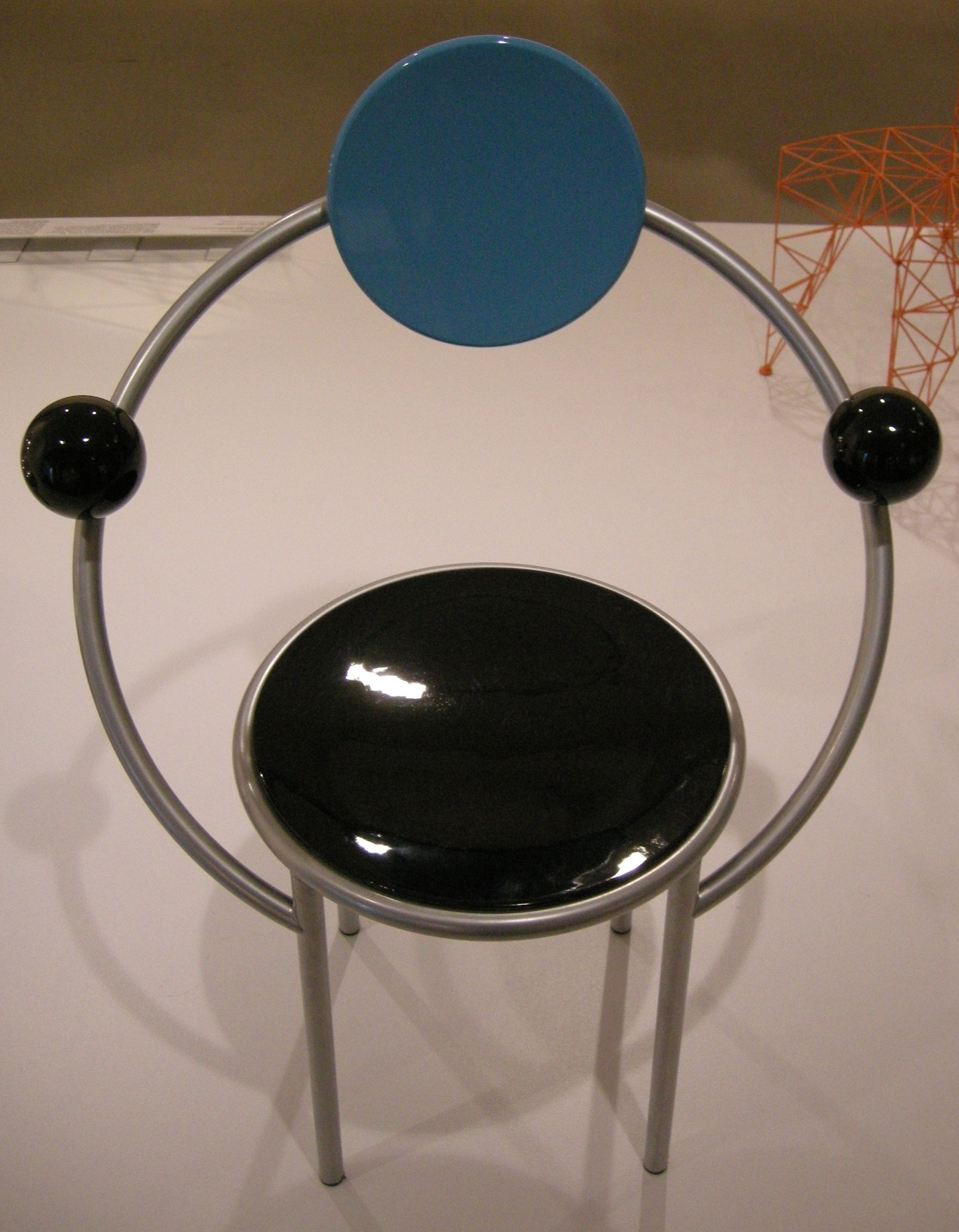
Chaise First, 1983.
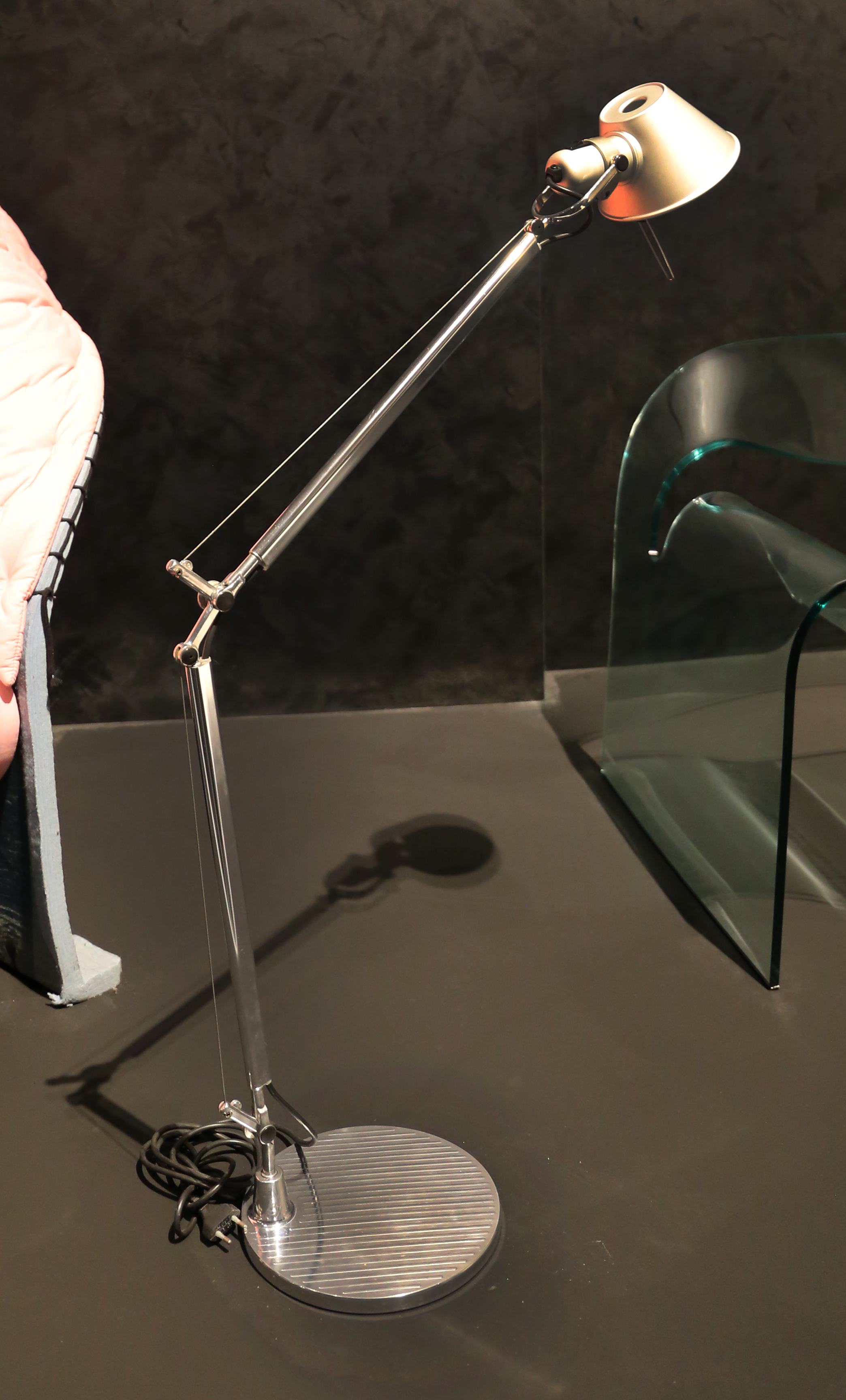
Lampe de bureau Tolomeo, 1986.
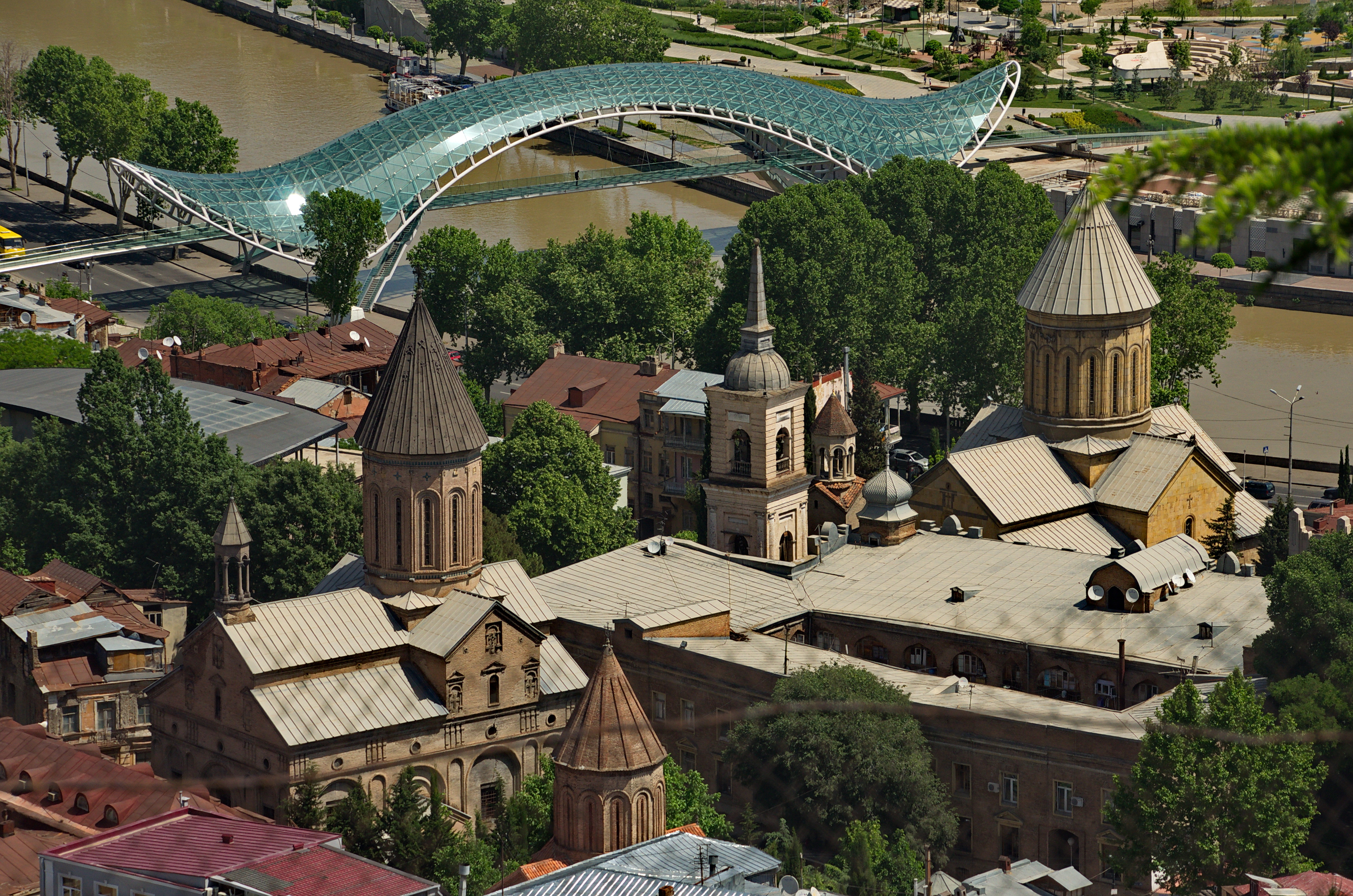
Pont de la Paix de Tbilissi à l’arrière-plan.